# Інкапсуляція (програмування)
Інкапсуляція — один з чотирьох основних механізмів об'єктно-орієнтованого програмування. Також є доброю практикою для функціонального програмування. Йдеться про те, що об’єкт вміщує не тільки дані, але і правила їх обробки, оформлені в вигляді виконуваних фрагментів (методів). А також про те, що доступ до стану об'єкта напряму заборонено, і ззовні з ним можна взаємодіяти виключно через заданий інтерфейс (відкриті поля та методи), що дозволяє знизити зв'язність. Таким чином контролюються звернення до полів класів та їхня правильна ініціалізація, усуваються можливі помилки пов'язані з неправильним викликом методу. Оскільки користувачі працюють лише через відкриті елементи класів, то розробники класу можуть як завгодно змінювати всі закриті елементи і, навіть, перейменовувати та видаляти їх, не турбуючись, що десь хтось їх використовує у своїх програмах.

## Приклади
На Java:
```
class
 
Point
 
{

  
//можливий доступ лише з методів даного класу

  
private
 
int
 
x
,
 
y
;
 

  
//можливий доступ лише з методів даного класу

  
private
 
boolean
 
visibility
;
 

  
void
 
createPoint
(
int
 
a
,
 
int
 
b
)
 
{

    
x
 
=
 
a
;
 
y
 
=
 
b
;

    
visibility
 
=
 
true
;

  
}

  
void
 
setVisibility
(
boolean
 
visibility
)
 
{
 

    
this
.
visibility
 
=
 
visibility
;

  
}

  
int
 
getX
()
 
{
 

    
return
 
x
;
 

  
}

  
int
 
getY
()
 
{
 

    
return
 
y
;
 

  
}

}

```

На С++:
```
class
 
Point
 
{

  
//можливий доступ лише з методів даного класу

   
int
 
x
,
 
y
;
 

   
bool
 
visibility
;
 

public
:

  
void
 
createPoint
(
int
 
a
,
 
int
 
b
)
 
{

    
x
 
=
 
a
;
 
y
 
=
 
b
;

    
visibility
 
=
 
true
;

  
}

  
void
 
setVisibility
(
bool
 
visibility
)
 
{
 

    
this
->
visibility
 
=
 
visibility
;

  
}

  
int
 
getX
()
 
{
 

    
return
 
x
;
 

  
}

  
int
 
getY
()
 
{
 

    
return
 
y
;
 

  
}

};

```

У цьому прикладі клас Point інкапсулює (приховує) координати точки. Доступ до них можливий лише за певними правилами, які реалізовуються через відповідні методи. Такими правилами можуть бути, наприклад, операція створення точки (установка значень координат), а також операції «увімкнення» і «вимкнення» видимості точки, отримання координат. 
Як видно з прикладу, для створення точки необхідно вказати координати точки і «увімкнути» дану точку (зробити її видимою). Якщо б клас був повністю відкритий, то можна б було вручну встановити відповідні поля класу х, y та встановити visible в true. Проте програміст може легко забути встановити якусь з координат або забути встановити видимість. Метод createPoint забезпечує виконання усіх необхідних дій, а закриття доступу до координат змушує діяти лише через використання даного методу. Інкапсульованими також можуть бути і методи класу. 

## Інші особливості
В ООП рекомендується з самого початку створювати закриті поля і лише в разі крайньої необхідності надавати ширший доступ до них. Для роботи із закритими полями класів краще використовувати відповідний метод доступу (getter) та метод-мутатор (setter).
При збільшенні розмірів програм і комп'ютерних систем із використанням принципів ООП стає більш ясним їх огляд (у тому числі, тестування ПЗ і налагодження), написання документації щодо їх використання.